# Ștefan Niculescu
Ştefan Niculescu (født 31. juli 1927 i Moreni, Dâmbovita - død 22. januar 2008 i Bukarest, Rumænien) var en rumænsk komponist.

## Biografi
Niculescu studerede fra 1941 til 1946 ved Konservatoriet i Bukarest, dernæst indtil 1950 ved Polyteknisk Institut og endelig indtil 1957 atter på konservatoriet. Hans lærere var Mihail Andricu (komposition), Mihail Jora (harmonilære og kontrapunkt), Theodor Rogalski (orkestrering) og Muza Germani-Ciomac (klaver). I 1966 studerede han elektroakustisk musik hos Mauricio Kagel i München. Derefter fulgte han kurser ved Darmstädter Ferienkursen i perioden 1966–1968 kurser af György Ligeti, Karlheinz Stockhausen, Ehrhard Karkoschka, Günther Becker, Christoph Caskel, Saschko Gawriloff, Siegfried Palm og Aloys Kontarsky.
Fra 1958 til 1960 ernærede Niculescu sig som klaverlærer i Bukarest og arbejdede så indtil 1963 på Institut for Kunsthistorie G. Oprescu. Derefter arbejdede han som docent, fra 1993 som professor i komposition og musikanalyse ved konservatoriet i Bukarest. Sideløbende afholdte han gæsteforlæsninger i Zagreb, Paris, Valencia og Darmstadt.
Fra 1971 til 1972 var han "composer-in-residence" ved Deutscher Akademischer Austauschdienst i Berlin. I 1991 grundlagde Niculescu Săptămâna Internațională a Muzicii Noi. I 1993 blev han korresponderende medlem og i 1996 ordentligt medlem af Academia Românâ.
Han har skrevet 7 symfonier, orkesterværker, kammermusik, korværker, operaer etc.

## Stil
Niculescu er anerkendt for at have introduceret sin egen form for heterofoni, en teknik baseret på at lægge melodisk materiale oven på variationer af det selv for at skabe teksturer, der drives af tematisk energi så vel som af mere almindelige teksturelle faktorer som densitet og niveau af aktivitet. Denne kreative tilgang har ligheder med György Ligetis mikropolyfoni, men vigtige æstetiske og stilistiske forskelle adskiller dem.

## Eftermæle
Blandt hans æresbevisninger er mange priser fra Academia Română og Sammenslutningen af Rumænske Komponister. Han modtog også priser fra Académie des Beaux-Arts i Paris (1972), International Record Critics Award (1985) og Herder-Preis i Wien (1994). 
I 1970'erne bidrog han til at gøre den moderne musik populær ved at organisere offentlige koncerter i Bukarest sammen med Şerban Stănciulescu.
Niculescus arbejde som underviser gjorde ham til en mentor for en hel generation af yngre rumænske komponister, heriblandt Dan Dediu. 

### Udvalgte værker
- Sinfonie (1956) - for orkester
- Sinfonie (1963) - for 15 solister
- Symfoni nr. 1 (1975) - for orkester
- Symfoni nr. 2 "Opus Dacicum" (1978-1980) - for stort orkester
- Symfoni nr. 3 "Cantos" (1984) - for saxofon og orkester
- Symfoni nr. 4 "Deisis" (1995) - for 21 solister og stort orkester
- Symfoni nr. 5 "Litanies" (1996-1997) - for stort orkester
- "Echos" (1977) - for violin